# گوندوغان (جیحان)
گوندوغان (به ترکی استانبولی: Gündoğan) (به کردی: Xurşîdiye) یک منطقهٔ مسکونی در ترکیه است که در جیحان واقع شده‌است.